# Province du Tchaharmahal-et-Bakhtiari
Pour les articles homonymes, voir Bakhtiari (homonymie).
Le Tchaharmahal-et-Bakhtiari (en persan : چهارمحال و بختیارى / Čahârmahâl va Baxtiyâri) est l'une des 31 provinces d'Iran situé dans le sud-ouest du pays. Sa capitale est Shahrekord.

## Géographie
Le Tchaharmahal-et-Bakhtiari est bordé par les provinces d'Ispahan (à l'est), de Lorestan (au nord), de Khouzistan (à l'ouest) et de Kohguilouyeh-et-Bouyer-Ahmad au sud. Sa superficie est de 16 533 km2 et sa population est de 895 263 habitants (estimation 2011). La province compte 11 préfectures, 43 villes, 27 districts et 51 districts ruraux. 

## Population et culture
L'histoire du Tchaharmahal-et-Bakhtiari est liée à celle des bakhtiaris, une des composantes du peuple lor, majoritaires dans la province. Une population significative de kachkaïs se trouve également dans certaines parties de la province ainsi que des persans dans les grandes agglomérations. La province a plusieurs traditions uniques liées aux styles de vie tribaux. On peut noter par exemple des formes spécifiques de musique, de danse et de vêtements.

### Bakhtiaris
Au sein de la province, on retrouve les populations bakhtiari essentiellement dans les préfectures de Kuhrang, Ardal, Lordegan ainsi que dans le district de Naghan, dans la préfecture de Kiar. Il s'agit à la fois des quartiers d'été des nomades bakhtiaris (au sein de la province), ainsi que des zones de résidences permanentes pour les populations bakhtiaris sédentarisées.

### Tchaharmahalis
Les Tchaharmahalis sont historiquement les habitants des villages situés autour des territoires bakhtiaris. Etymologiquement, چهار محال (čahâr mahâl) signifie « quatre lieux » représentant les quatre districts où sont implantées les populations tchaharmahalies : le district de Laran, dans la préfecture de Shahrekord, le district central de Kiar, le district rural de Mizdej, dans le district central de Farsan, et le district de Gandoman, dans la préfecture de Borujen.

### Kachkaïs
La majorité des kachkaïs turcophones se trouve au sein des villes de Kian, Boldaji, Saman, Ben, Faradonbeh et Juneghan. La population turcophone représente environ 12 % de la population totale de la province.

## Organisation administrative
La province compte 15 villes de plus de 10 000 habitants : Shahrekord, Borujen, Lordegan, Farokhshahr, Farsan, Hafshedjan, Juneghan, Saman, Faradonbeh, Ben, Kian, Soureshjan, Boldaji, Babaheydar et Ardal. 
La ville de Shahrekord est devenue officiellement capitale de la province de Tchaharmahal-et-Bakhtiari en 1973. Auparavant, plusieurs villes ont été centre administratif : Tchaleshtor (sous les dynasties Zand, puis Qadjar), Kian (durant la dynastie Afcharides) et Hafshedjan (jusqu'à la fin de la dynastie Séfévides).

### Préfectures (shahrestans)
La province est divisée en onze shahrestans :
| Carte      | Shahrestan (≈Préfecture) | Bakhsh (≈District) | Chef-lieu du district |
| ---------- | ------------------------ | ------------------ | --------------------- |
|            |                          |                    |                       |
| Ardal      | Central                  | Ardal              |                       |
| Ardal      | Miankooh                 | Sarkhoun           |                       |
| Ben        | Central                  | Ben                |                       |
| Ben        | Shida                    | Yan-Tcheshmeh      |                       |
| Borujen    | Central                  | Borujen            |                       |
| Borujen    | Boldaji                  | Boldaji            |                       |
| Borujen    | Gandoman                 | Gandoman           |                       |
| Falard     | Central                  | Mal-e Khalifeh     |                       |
| Falard     | Emamzadeh Hassan         | Shah Najaf         |                       |
| Farsan     | Central                  | Farsan             |                       |
| Farsan     | Juneghan                 | Juneghan           |                       |
| Farsan     | Babaheydar               | Babaheydar         |                       |
| Khanmirza  | Central                  | Alouni             |                       |
| Khanmirza  | Armand                   | Armand             |                       |
| Kiar       | Central                  | Shalamzar          |                       |
| Kiar       | Naghan                   | Naghan             |                       |
| Kuhrang    | Central                  | Chelgerd           |                       |
| Kuhrang    | Bazoft                   | Bazoft             |                       |
| Kuhrang    | Doab-Samsami             | Samsami            |                       |
| Lordegan   | Central                  | Lordegan           |                       |
| Lordegan   | Manj                     | Mandj-e Nessa      |                       |
| Lordegan   | Rudasht                  | Sardasht           |                       |
| Saman      | Central                  | Saman              |                       |
| Saman      | Zayandeh Rud             | Houreh             |                       |
| Shahrekord | Central                  | Shahrekord         |                       |
| Shahrekord | Laran                    | Soureshjan         |                       |
| Shahrekord | Farokhshahr              | Farokhshahr        |                       |

## Économie
La province est principalement tournée vers le secteur agricole. La plupart des industries sont regroupées au centre la province.

## Environnement
La province connaît une sécheresse chronique depuis des années, ce qui a conduit à l'assèchement du Zayandeh Roud, principal cours d'eau de la région.

## Attractions touristiques
En raison de sa position géographique au cœur des monts Zagros avec un climat marqué par des températures moyennes plus douces que la moyenne en Iran, en été, et de fortes précipitations de neige (en hiver) et de pluie (au printemps), la province de Tchaharmahal-et-Bakhtiari est prisée par les touristes pour ses différents sites touristiques et naturels parmi lesquels :
- La zone humide de Choghakhor à Boldaji.
- Le village à flanc de montagne de Sar Agha Seyed à Kuhrang.
- Le district de Bazoft au cœur de la steppe boisée des monts Zagros.
- Le massif de Zard Kuh deuxième plus haut massif des monts Zagros.
- Le domaine skiable de Chelgerd à Kuhrang.
- Les chutes de Sheykh Alikhan à Kuhrang.
- Les chutes de Zarde Limeh à Ardal.

Les transhumances bi-annuelles des nomades bakhtiaris est également un moment important au cours de l'année durant lequel des milliers de nomades traversent la province à pied notamment en empruntant la route Shahrekord – Masjed Soleiman.

## Universités
- Université de Shahrekord
- Université de sciences médicales de Shahrekord
- Université islamique libre de Shahrekord
- Université islamique libre de Borujen

## Galerie

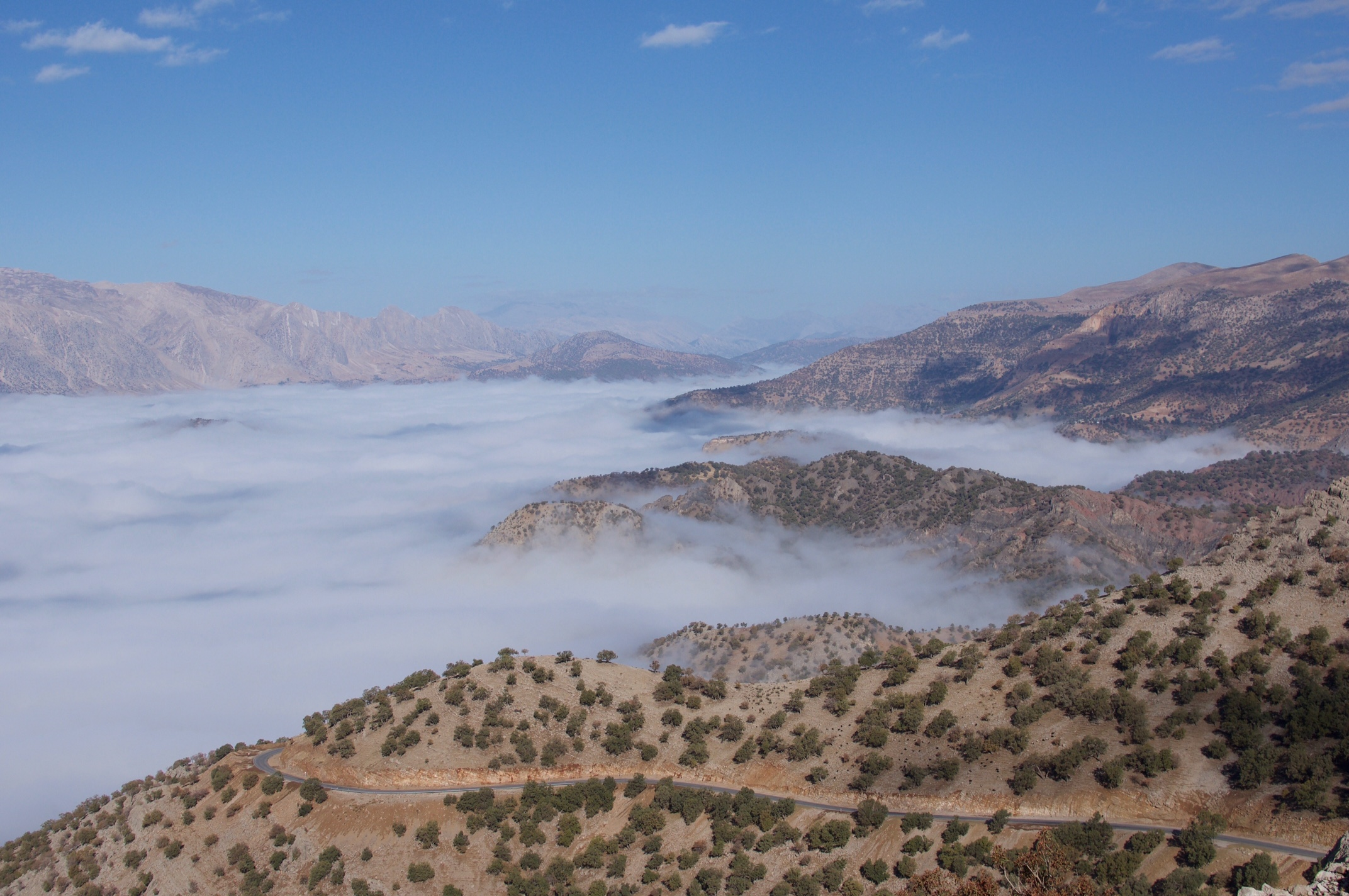
Vallée de Bazoft vue depuis le col de Cherry
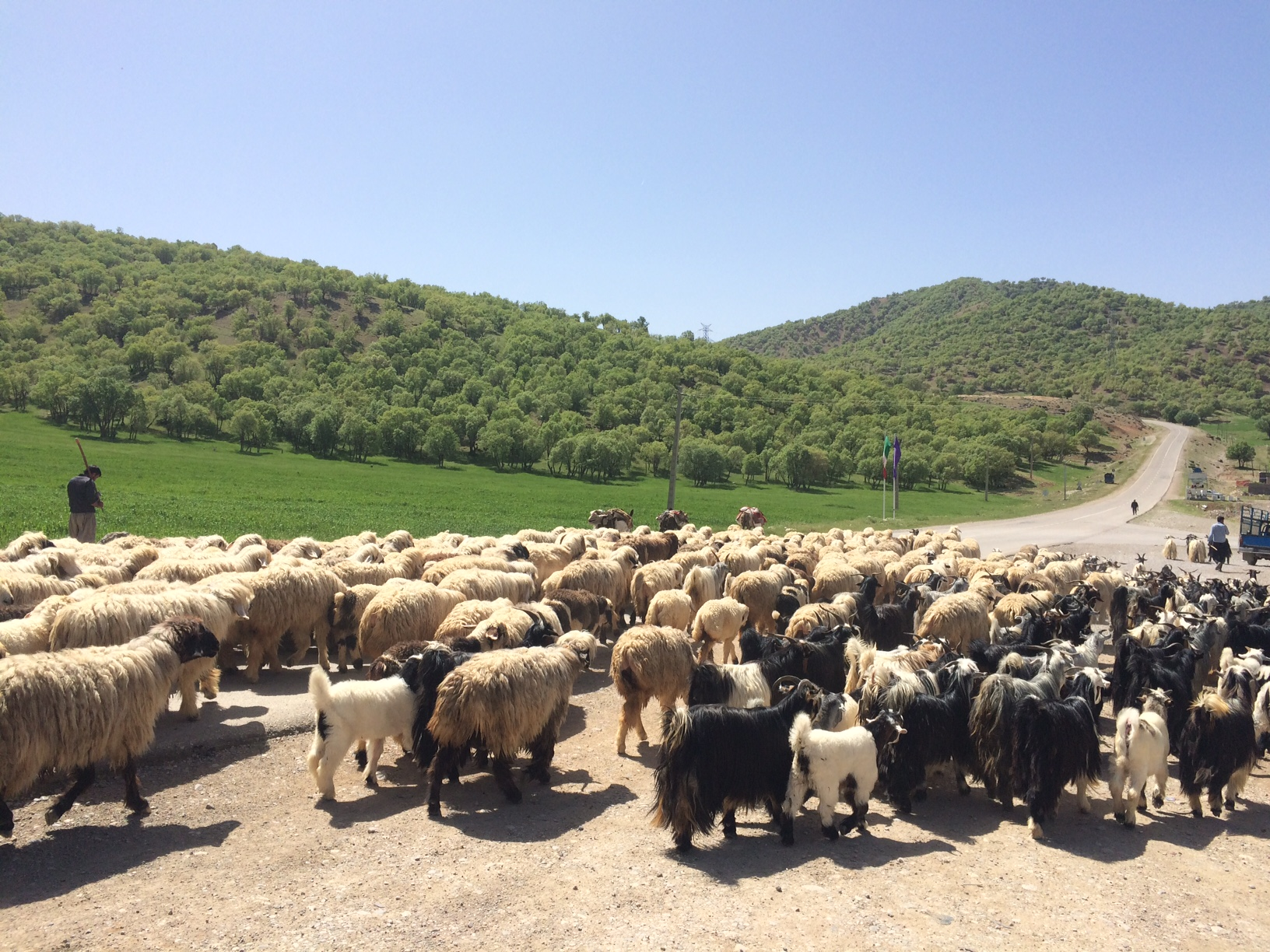
Nomades bakhtiaris transhumant leur bétail au printemps
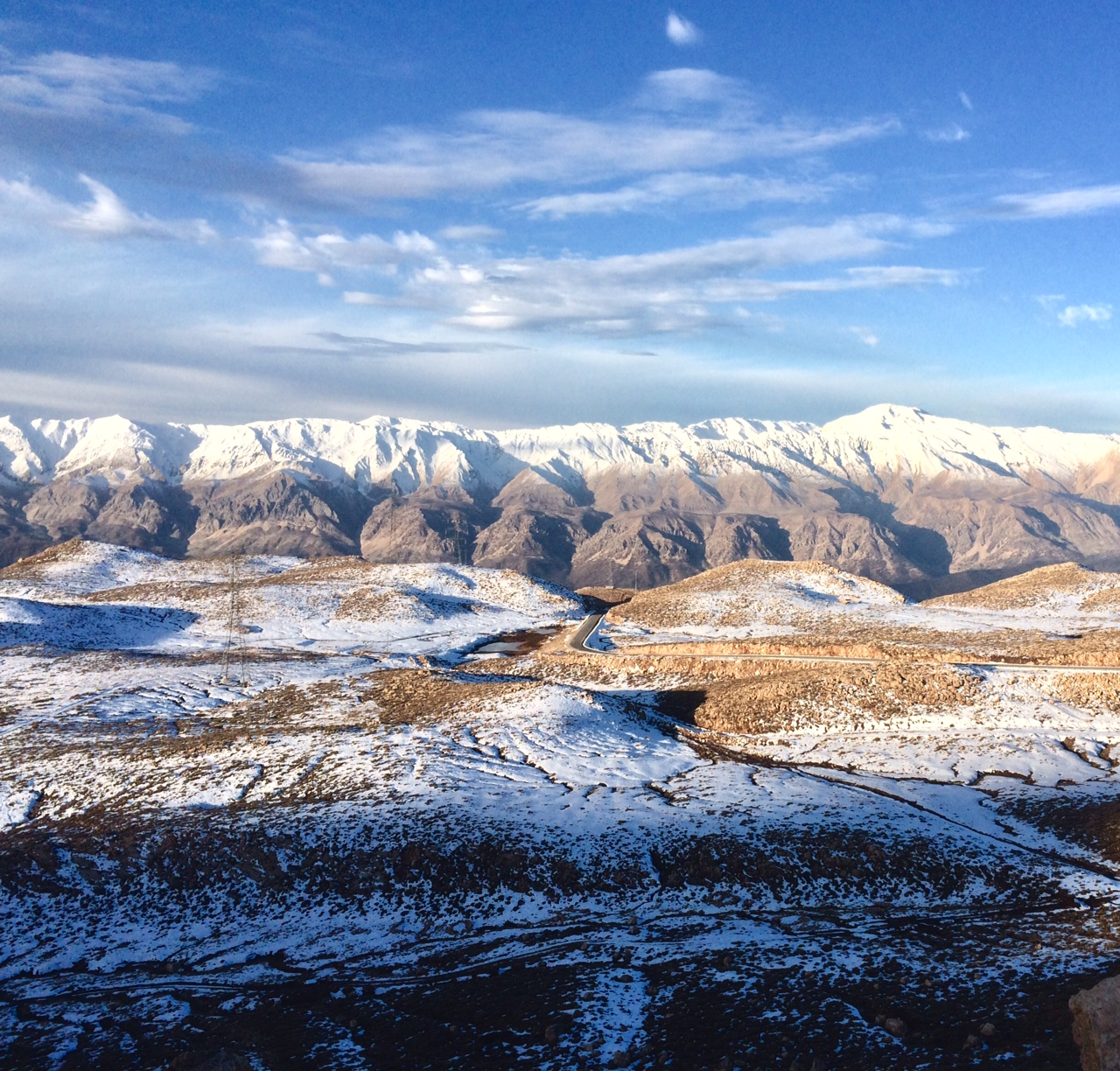
Massif de Zard Kuh l'hiver
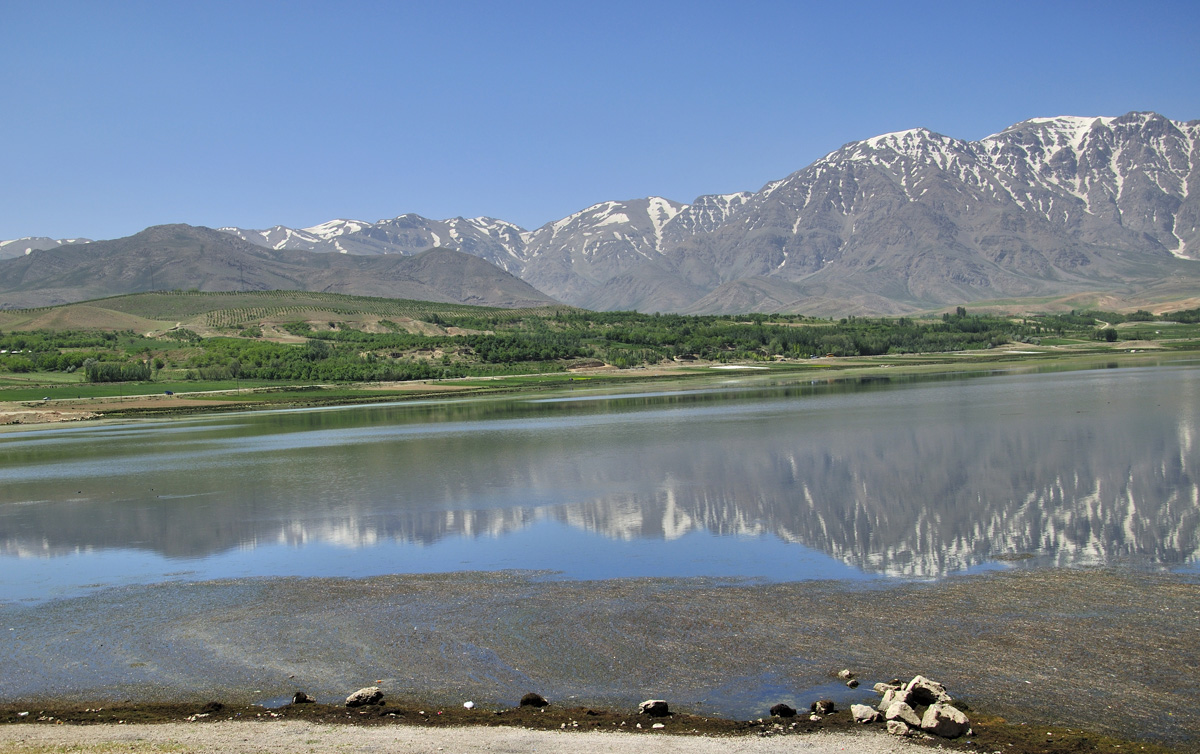
Zone humide de Choghakhor
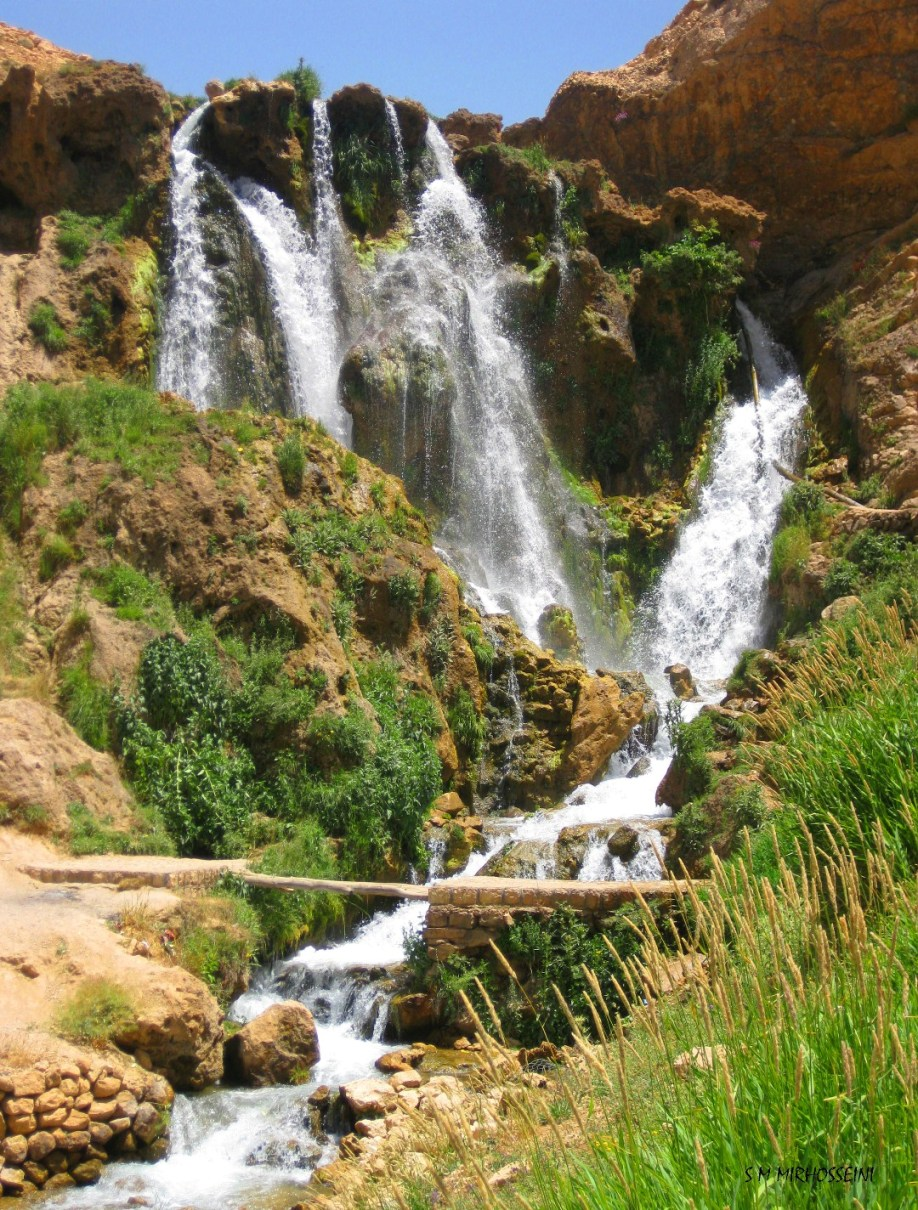
Chutes de Sheykh Alikhan